# Скальковский, Марцелий
Марцелий Игнацы Скальковский (пол. Marceli Ignacy Skałkowski; 2 февраля 1818, Рыманув (ныне Подкарпатское воеводство Польши) — 19 февраля 1846, с. Бужин близ Тарнува (ныне Малопольское воеводство Польши)) — польский поэт, переводчик, повстанец.

## Биография

Герб Наленч

Шляхтич герба Наленч. Отец юриста и депутата Галицкого Сейма Тадеуша Скальковского. С 1839 года изучал право во Львовском университете, из-за недостатка средств оставил учебу. В 1841—1843 продолжил образование в Вене. Поселился в Тарнуве.
Участвовал в работе нелегальной молодежной «Общей конфедерации польского народа» и организации «Сыны Отечества» во Львове. За антиправительственную деятельность трижды подвергался арестам властями Австрийской империи. Полтора года провел в заключении.
Был связан с Эдвардом Дембовским. Участвовал в конспиративной деятельности по организации Краковского восстания 1846 года. Пытаясь привлечь в подготовке восстания крестьян и ремесленников, во время агитации был убит жителями села Бужин 19.02.1846 года.

## Творчество
Автор ряда патриотических произведений, сонетов, лирических и сатирических стихов, новелл. Переводил Байрона, Шиллера и др. поэтов. Ряд произведений опубликовал анонимно.
Несколько его стихов положены на музыку и стали песнями. Краковяк «Bartoszu, Bartoszu» (известный как «Краковяк Костюшко» или «Краковяк косиньеров» до нашего времени изучают на уроках музыки в общеобразовательных школах Польши.

## Избранные произведения
- «Bartoszu, Bartoszu» (1837)
- «Smętarz» (сонет).
- «Oj, nie traćwa nadziei».
- «Niech będzie pochwalony» (сонет).
- «Modlitwa» (1838).
- «Krzyż za lud» и др.